# Point Cloates
Point Cloates är en udde i Australien. Den ligger i kommunen Exmouth och delstaten Western Australia, omkring 1 000 kilometer norr om delstatshuvudstaden Perth.
Trakten runt Point Cloates är nära nog obefolkad, med mindre än två invånare per kvadratkilometer.. Det finns inga samhällen i närheten. 
Klimatförhållandena i området är arida. Genomsnittlig årsnederbörd är 226 millimeter. Den regnigaste månaden är maj, med i genomsnitt 57 mm nederbörd, och den torraste är november, med 2 mm nederbörd.